# Charles Spielberger
Charles Spielberger (1927 – 11 de junio de 2013) fue un destacado psicólogo clínico/comunitario. Reconocido por el desarrollo del Inventario de rasgos de ansiedad (State/Trait Anxiety Inventory —STAI—). Sus títulos incluyen un B.S. en química por el Instituto de Tecnología de Georgia y; un B.A., M.A. y Ph.D. en psicología por la Universidad de Iowa. Ha sido presidente de la Asociación Estadounidense de Psicología. En el 2005 recibe el Doctor honoris causa por la Universidad de San Marcos.